# Elezioni politiche in Italia del 1979
Le elezioni politiche in Italia del 1979 per il rinnovo dei due rami del Parlamento Italiano – la Camera dei deputati e il Senato della Repubblica – si tennero domenica 3 e lunedì 4 giugno 1979, una settimana prima delle prime elezioni europee.
Le consultazioni confermarono il primato della Democrazia Cristiana, in lieve calo, sul Partito Comunista Italiano che, per la prima volta dal 1948, subì un brusco arretramento. Complessivamente il centro (DC-PSDI-PRI-PLI) aumentò di poco i propri consensi, grazie alla crescita di liberali e socialdemocratici, ma mancò nuovamente la maggioranza assoluta dei seggi, dovendo ricorrere all'alleanza con i socialisti, in lieve crescita, ponendo le basi per la nascita del pentapartito. Sul fronte delle opposizioni, i radicali ottennero un ottimo risultato, passando da 4 a 18 seggi alla Camera, mentre la destra missina risultò in calo anche in questa tornata.

## Sistema di voto
Le elezioni politiche del 1979 si tennero con il sistema di voto introdotto con il decreto legislativo luogotenenziale n. 74 del 10 marzo 1946, dopo essere stato approvato dalla Consulta Nazionale il 23 febbraio 1946. Concepito per gestire le elezioni dell'Assemblea Costituente previste per il successivo 2 giugno, il sistema fu poi recepito come normativa elettorale per la Camera dei deputati con la legge n. 6 del 20 gennaio 1948. Per quanto riguarda il Senato della Repubblica, i criteri di elezione vennero stabiliti con la legge n. 29 del 6 febbraio 1948 la quale, rispetto a quella per la Camera, conteneva alcuni piccoli correttivi in senso maggioritario, pur mantenendosi anch'essa in un quadro largamente proporzionale.
Secondo la suddetta legge del 1946, i partiti presentavano in ogni circoscrizione una lista di candidati. L'assegnazione di seggi alle liste circoscrizionali avveniva con un sistema proporzionale utilizzando il metodo dei divisori con quoziente Imperiali; determinato il numero di seggi guadagnati da ciascuna lista, venivano proclamati eletti i candidati che, all'interno della stessa, avessero ottenuto il maggior numero di preferenze da parte degli elettori, i quali potevano esprimere il loro gradimento per un massimo di quattro candidati.
I seggi e i voti residuati a questa prima fase venivano raggruppati poi nel collegio unico nazionale, all'interno del quale gli scranni venivano assegnati sempre con il metodo dei divisori, ma utilizzando ora il quoziente Hare naturale ed esaurendo il calcolo tramite il metodo dei più alti resti.
Differentemente dalla Camera, la legge elettorale del Senato si articolava su base regionale, seguendo il dettato costituzionale (art. 57). Ogni Regione era suddivisa in molti collegi uninominali. All'interno di ciascun collegio, veniva eletto il candidato che avesse raggiunto il quorum del 65% delle preferenze: tale soglia, oggettivamente di difficilissimo conseguimento, tradiva l'impianto proporzionale su cui era concepito anche il sistema elettorale della Camera Alta. Qualora, come normalmente avveniva, nessun candidato avesse conseguito l'elezione, i voti di tutti i candidati venivano raggruppati in liste di partito a livello regionale, dove i seggi venivano allocati utilizzando il metodo D'Hondt delle maggiori medie statistiche e quindi, all'interno di ciascuna lista, venivano dichiarati eletti i candidati con le migliori percentuali di preferenza.

### Circoscrizioni
Il territorio nazionale italiano venne suddiviso alla Camera dei deputati in 32 circoscrizioni plurinominali e al Senato della Repubblica in 20 circoscrizioni plurinominali, corrispondenti alle regioni italiane.

#### Circoscrizioni della Camera dei deputati

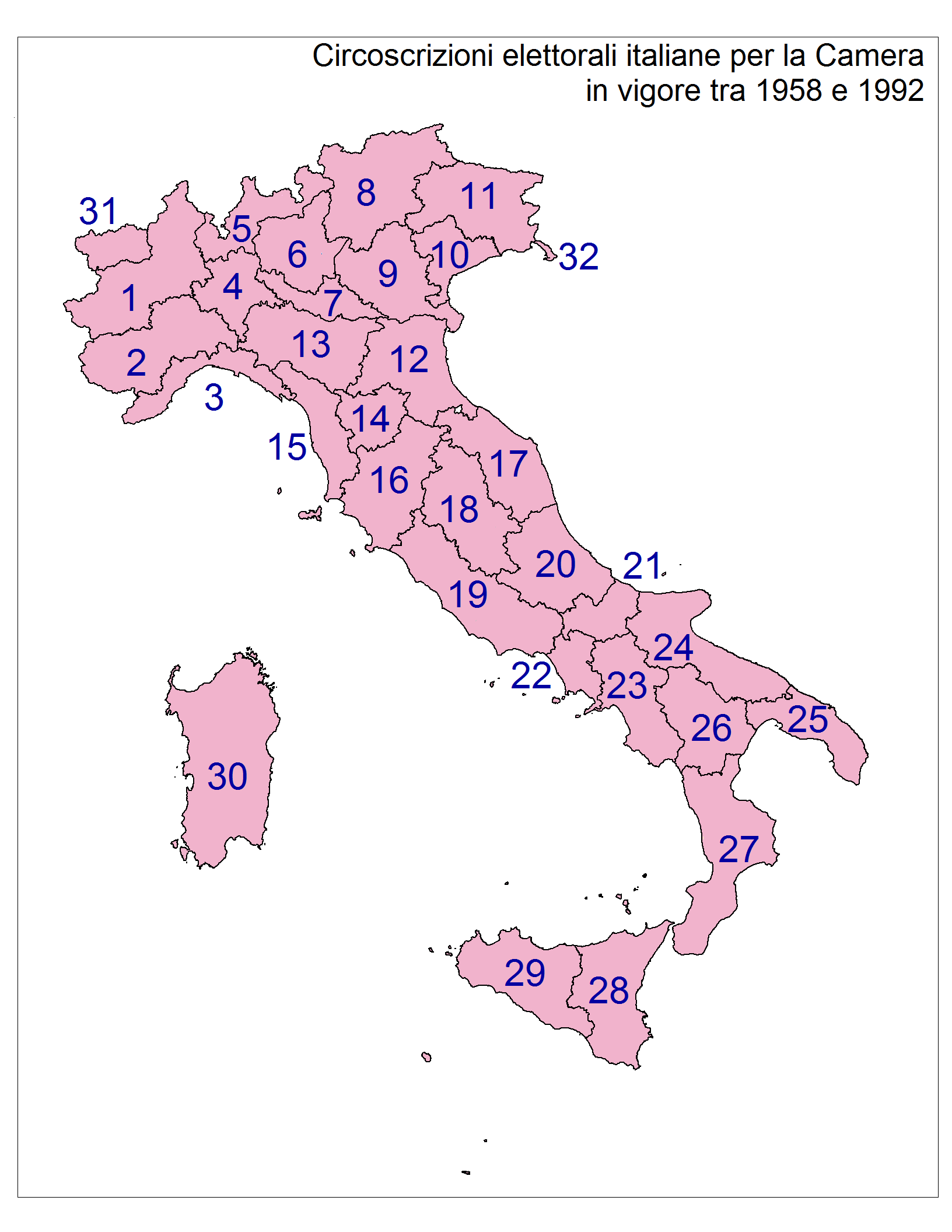
Le circoscrizioni per la Camera dei deputati.

Le circoscrizioni della Camera dei deputati furono le seguenti:
1. Torino (Torino, Novara, Vercelli);
2. Cuneo (Cuneo, Alessandria, Asti);
3. Genova (Genova, Imperia, La Spezia, Savona);
4. Milano (Milano, Pavia);
5. Como (Como, Sondrio, Varese);
6. Brescia (Brescia, Bergamo);
7. Mantova (Mantova, Cremona);
8. Trento (Trento, Bolzano);
9. Verona (Verona, Padova, Vicenza, Rovigo);
10. Venezia (Venezia, Treviso);
11. Udine (Udine, Belluno, Gorizia);
12. Bologna (Bologna, Ferrara, Ravenna, Forlì);
13. Parma (Parma, Modena, Piacenza, Reggio Emilia);
14. Firenze (Firenze, Pistoia);
15. Pisa (Pisa, Livorno, Lucca, Massa e Carrara);
16. Siena (Siena, Arezzo, Grosseto);
17. Ancona (Ancona, Pesaro, Macerata, Ascoli Piceno);
18. Perugia (Perugia, Terni, Rieti);
19. Roma (Roma, Viterbo, Latina, Frosinone);
20. L'Aquila (Aquila, Pescara, Chieti, Teramo);
21. Campobasso (Campobasso, Isernia);
22. Napoli (Napoli, Caserta);
23. Benevento (Benevento, Avellino, Salerno);
24. Bari (Bari, Foggia);
25. Lecce (Lecce, Brindisi, Taranto);
26. Potenza (Potenza, Matera);
27. Catanzaro (Catanzaro, Cosenza, Reggio Calabria);
28. Catania (Catania, Messina, Siracusa, Ragusa, Enna);
29. Palermo (Palermo, Trapani, Agrigento, Caltanissetta);
30. Cagliari (Cagliari, Sassari, Nuoro, Oristano);
31. Valle d'Aosta (Aosta);
32. Trieste (Trieste).

#### Circoscrizioni del Senato della Repubblica

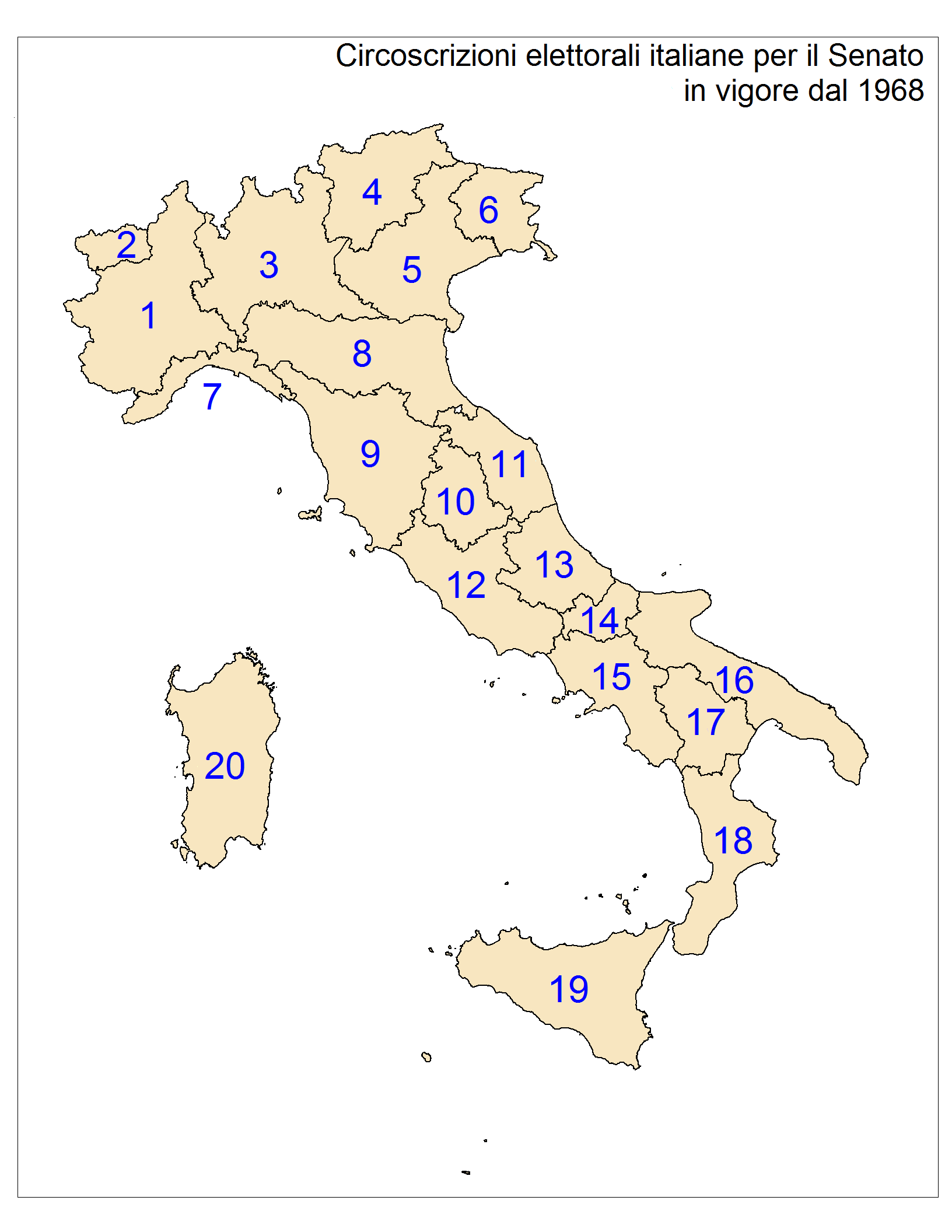
Le circoscrizioni per il Senato della Repubblica.

Le circoscrizioni del Senato della Repubblica invece erano le seguenti:
1. Piemonte;
2. Valle D'Aosta;
3. Lombardia;
4. Trentino-Alto Adige;
5. Veneto;
6. Friuli-Venezia Giulia;
7. Liguria;
8. Emilia-Romagna;
9. Toscana;
10. Umbria;
11. Marche;
12. Lazio;
13. Abruzzo;
14. Molise;
15. Campania;
16. Puglia;
17. Basilicata;
18. Calabria;
19. Sicilia;
20. Sardegna.

## Quadro politico
A seguito del rapimento e uccisione del presidente democristiano Aldo Moro, fautore insieme al segretario comunista del compromesso storico, i rapporti tra comunisti e democristiani, che sostenevano insieme il governo di unità nazionale presieduto da Giulio Andreotti, divennero più tesi. Nonostante alcuni successi nella lotta al terrorismo e nelle riforme sociali, come l'istituzione del Servizio Sanitario Nazionale, il PCI richiese di poter partecipare direttamente al Governo incontrando le resistenze democristiane e portando Andreotti alle dimissioni. Fu quindi creato un nuovo Governo di centro, guidato ancora da Andreotti, con l'esplicito intento di non ottenere la fiducia e andare a elezioni anticipate. Pochi giorni dopo il Presidente della Repubblica Sandro Pertini sciolse le Camere con due anni di anticipo.
Il PCI non era più disposto ad esercitare il ruolo di gregario limitandosi all'appoggio esterno, mentre i democristiani erano ormai convinti che dovesse essere trovata una nuova via che coinvolgesse inevitabilmente i socialisti. Alla guida di questi ultimi si era consolidato Bettino Craxi, il cui progetto era rendere il PSI un partito riformista occidentale, in grado di superare i comunisti e formare una sinistra moderna di Governo. Per raggiungere questo obiettivo era però necessario riavvicinarsi alla DC e tornare al Governo del Paese.

### Principali forze politiche
| Partito | Partito                                                | Collocazione     | Ideologia principale      | Segretario         | Foto |
| ------- | ------------------------------------------------------ | ---------------- | ------------------------- | ------------------ | ---- |
|         | Democrazia Cristiana (DC)                              | Centro           | Cristianesimo democratico | Benigno Zaccagnini |      |
|         | Partito Comunista Italiano (PCI)                       | Sinistra         | Eurocomunismo             | Enrico Berlinguer  |      |
|         | Partito Socialista Italiano (PSI)                      | Centro-sinistra  | Socialismo liberale       | Bettino Craxi      |      |
|         | Movimento Sociale Italiano - Destra Nazionale (MSI-DN) | Estrema destra   | Neofascismo               | Giorgio Almirante  |      |
|         | Partito Socialista Democratico Italiano (PSDI)         | Centro-sinistra  | Socialdemocrazia          | Pietro Longo       |      |
|         | Partito Radicale (PR)                                  | Centro-sinistra  | Radicalismo               | Giuseppe Rippa     |      |
|         | Partito Repubblicano Italiano (PRI)                    | Centro           | Repubblicanesimo          | Oddo Biasini       |      |
|         | Partito Liberale Italiano (PLI)                        | Centro-destra    | Liberalismo               | Valerio Zanone     |      |
|         | Partito di Unità Proletaria per il Comunismo (PDUP)    | Estrema sinistra | Comunismo                 | Lucio Magri        |      |

## Campagna elettorale
I principali partiti affrontarono la campagna elettorale in un momento difficile e travagliato: la DC, dopo la morte di Moro, era stata privata di un forte mediatore capace di conciliare le diverse correnti interne, il PRI aveva dovuto fare a meno di Ugo La Malfa, morto di emorragia cerebrale pochi giorni dopo la rinuncia a formare un nuovo esecutivo, in casa PSDI ci fu l'arresto dell'ex segretario Mario Tanassi (coinvolto nello scandalo Lockheed), mentre socialisti e liberali non dovevano affrontare particolari problemi.
Se la DC non stava attraversando un momento tranquillo, il PCI era messo peggio. Alla sconfitta nelle elezioni amministrative dell'anno prima si era aggiunto un atteggiamento ambiguo del segretario Enrico Berlinguer, il quale ribadiva la sua volontà di essere presto al Governo e contemporaneamente sparava continue bordate polemiche contro i possibili alleati futuri, disorientando i «quadri» e la base del partito (lo si constatò nel Congresso tenuto a fine marzo, che fu sottotono).
In questo contesto sottotono per la pochezza delle idee e per lo spicco non eccezionale degli uomini, il vero protagonista della campagna elettorale fu Marco Pannella, leader del Partito Radicale che riuscì a mettere insieme intellettuali come Fernanda Pivano e Leonardo Sciascia, ex parlamentari comunisti e socialisti, ex dirigenti di Lotta Continua come Marco Boato e Domenico Pinto, anticipando di circa dieci anni l'insofferenza dell'opinione pubblica verso la partitocrazia.
La campagna elettorale fu segnata da una serie di eventi collegati agli anni di piombo: il 7 aprile furono arrestati Toni Negri e altri militanti di Autonomia Operaia su richiesta del magistrato Pietro Calogero, mentre il 3 maggio le Brigate Rosse fecero irruzione alla sede regionale DC di piazza Nicosia, volendo presentarsi come contropotere e utilizzando la lotta armata come ripudio omicida della «truffa elettorale». Parteciparono all'azione una quindicina di persone che sequestrarono documenti e schedari, ma una pattuglia di polizia intercettò i brigatisti, che spararono uccidendo gli agenti Antonio Mea e Piero Ollanu, e ne ferirono un terzo.

## Risultati

### Camera dei deputati

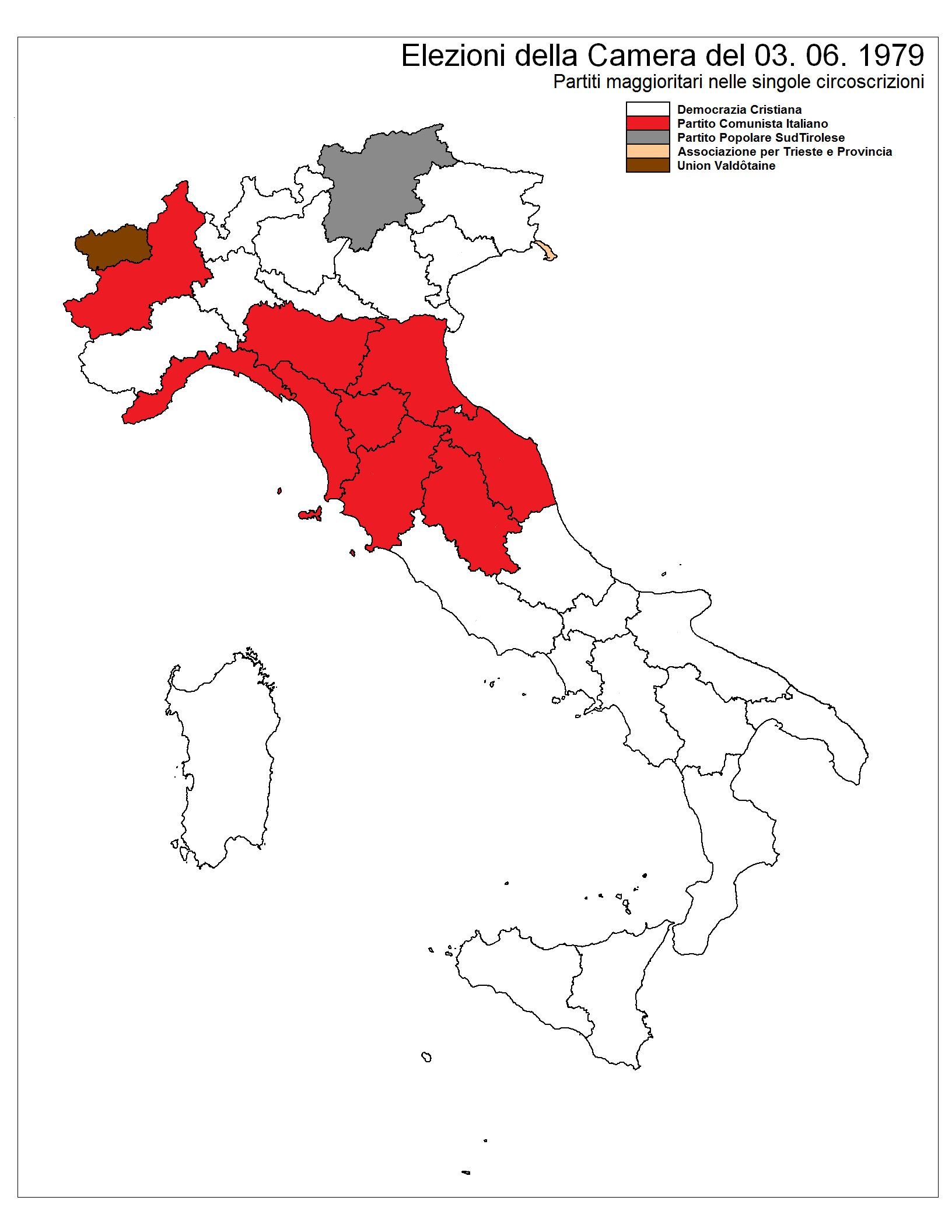
Partiti maggioritari nelle singole circoscrizioni elettorali.

|         |                                                           |        |            |       |                |         |
| Partito | Partito                                                   | %      | Voti       | Seggi | Differenza (%) | /       |
|         | Democrazia Cristiana (DC)                                 | 38,30  | 14.046.290 | 262   | 0,41           | Stabile |
|         | Partito Comunista Italiano (PCI)                          | 30,38  | 11.139.231 | 201   | 3,99           | 27      |
|         | Partito Socialista Italiano (PSI)                         | 9,81   | 3.596.802  | 62    | 0,17           | 5       |
|         | Movimento Sociale Italiano - Destra Nazionale (MSI-DN)    | 5,26   | 1.930.639  | 30    | 0,84           | 5       |
|         | Partito Socialista Democratico Italiano (PSDI)            | 3,84   | 1.407.535  | 20    | 0,46           | 5       |
|         | Partito Radicale (PR)                                     | 3,45   | 1.264.870  | 18    | 2,38           | 14      |
|         | Partito Repubblicano Italiano (PRI)                       | 3,03   | 1.110.209  | 16    | 0,06           | 2       |
|         | Partito Liberale Italiano (PLI)                           | 1,94   | 712.646    | 9     | 0,63           | 4       |
|         | Partito di Unità Proletaria per il Comunismo (PdUP)       | 1,37   | 502.247    | 6     | -              | 6       |
|         | Nuova Sinistra Unita                                      | 0,80   | 294.462    | 0     | 0,72           | 6       |
|         | Costituente di Destra - Democrazia Nazionale (CD-DN)      | 0,63   | 229.205    | 0     | -              | -       |
|         | Partito Popolare Sudtirolese (SVP)                        | 0,56   | 204.899    | 4     | 0,06           | 1       |
|         | Associazione per Trieste (LpT)                            | 0,18   | 65.505     | 1     | -              | -       |
|         | Movimento Friuli (MF)                                     | 0,10   | 35.254     | 0     | -              | -       |
|         | Union Valdôtaine-Federalismo Europa Autonomie (UV-DP-PLI) | 0,09   | 33.250     | 1     | -              | 1       |
|         | Altre liste                                               | 0,30   | 98.264     | 0     | -              | 1       |
| Totale  | Totale                                                    | 100,00 | 36.671.308 | 630   |                |         |

### Senato della Repubblica

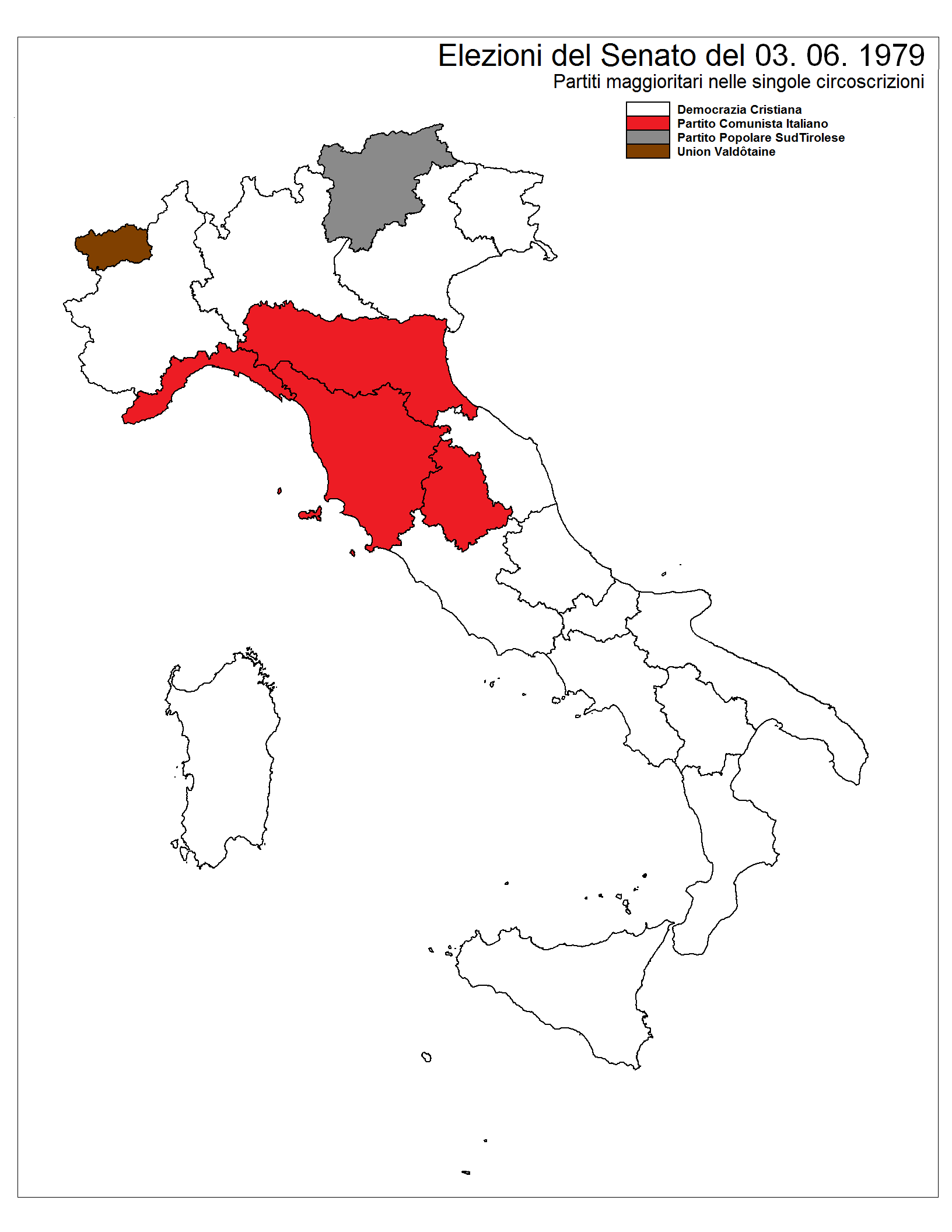
Partiti maggioritari nelle singole circoscrizioni elettorali.

|         |                                                            |        |            |       |                |         |
| Partito | Partito                                                    | %      | Voti       | Seggi | Differenza (%) | /       |
|         | Democrazia Cristiana (DC)                                  | 38,34  | 12.010.716 | 138   | 0,54           | 3       |
|         | Partito Comunista Italiano (PCI)                           | 31,46  | 9.855.951  | 109   | 2,47           | 7       |
|         | Partito Socialista Italiano (PSI)                          | 10,38  | 3.252.410  | 32    | 0,18           | 2       |
|         | Movimento Sociale Italiano - Destra Nazionale (MSI-DN)     | 5,68   | 1.780.950  | 13    | 0,95           | 2       |
|         | Partito Socialista Democratico Italiano (PSDI)             | 4,22   | 1.320.729  | 9     | 1,12           | 2       |
|         | Partito Repubblicano Italiano (PRI)                        | 3,36   | 1.053.251  | 6     | 0,67           | 1       |
|         | Partito Liberale Italiano (PLI)                            | 2,21   | 691.718    | 2     | 0,82           | Stabile |
|         | Partito Radicale (PR)                                      | 1,32   | 413.444    | 2     | 0,47           | 2       |
|         | Partito Popolare Sudtirolese (SVP)                         | 0,55   | 172.582    | 3     | 0,05           | 1       |
|         | Union Valdôtaine-Federalismo Europa Autonomie (UV-DEP-PLI) | 0,12   | 37.082     | 1     | -              | Stabile |
|         | Costituente di Destra - Democrazia Nazionale (CD-DN)       | 0,56   | 176.966    | 0     | -              | -       |
|         | Associazione per Trieste (LpT)                             | 0,20   | 61.911     | 0     | -              | -       |
|         | Nuova Sinistra Unita                                       | 0,14   | 44.094     | 0     | 0,11           | Stabile |
|         | Altre liste                                                | 1,46   | 458.991    | 0     | -              | -       |
| Totale  | Totale                                                     | 100,00 | 31.330.795 | 315   |                | 0       |

## Analisi territoriale del voto

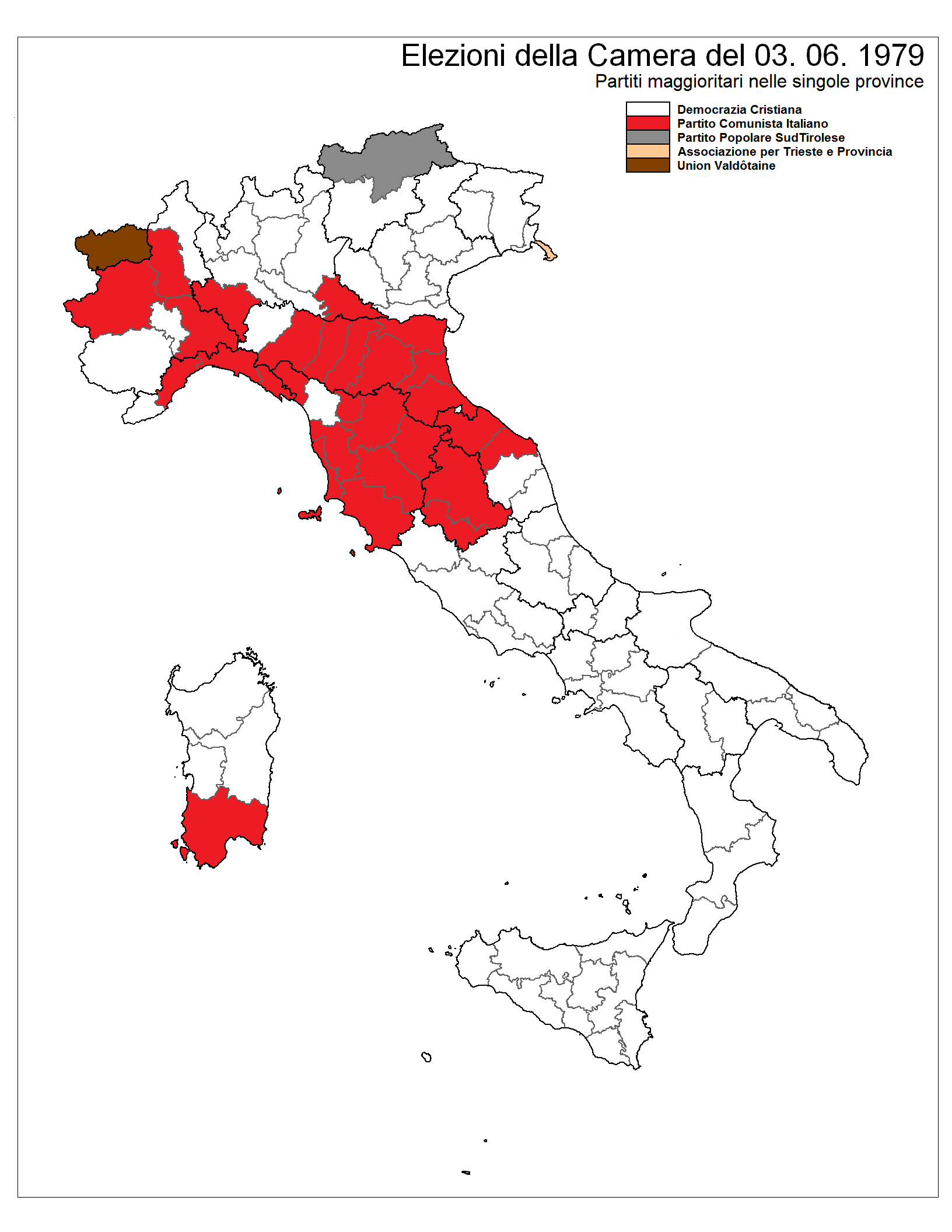
Partiti maggioritari nelle singole province per la Camera.

La Democrazia Cristiana subisce una lieve perdita di consensi frutto di un contenuto calo nel Nord Italia e di una crescita consistente del Sud. Nel Centro-Nord la DC arretra quasi ovunque, in particolare in Friuli-Venezia Giulia perde il 6% dei voti, frutto di un crollo del 13% nella Provincia di Trieste dove si impone la Lista per Trieste, e nelle province di Cuneo e Bergamo entrambe con un -3%. Al contrario nel centrosud la crescita di consensi coinvolge quasi tutte le regioni con le uniche eccezioni di Sardegna e Basilicata. Di particolare rilevanza è la crescita nelle province di Reggio Calabria dove i democristiani guadagnano circa il 7% dei voti, Benevento (+6%), Caserta e Caltanissetta (+5%). A queste province si aggiunge il Molise che fa registrare una crescita della DC del 4%, facendo diventare il Molise la regione più democristiana d'Italia, prima di Veneto e Abruzzo che, insieme a Nord della Sicilia e Campania con l'esclusione di Napoli restano le zone forti della DC. Si conferma invece debole nelle «zone rosse», nel Nord-Ovest e nella Provincia di Cagliari.
Il Partito Comunista Italiano subisce una consistente perdita di consensi rispetto alle precedenti elezioni frutto di un calo generale particolarmente forte nel Sud Italia. Infatti, mentre nel Nord perde circa il 3% dei voti e l'1-2% nelle «Regioni Rosse», al Sud arretra di 4-5 punti percentuali. In particolare è la Campania che fa registra il calo più marcato, 7%, risultato di un arretramento del 9% nella Circoscrizione di Napoli. Seguono la Calabria, la Sicilia e il Lazio con un calo del 6%, come le province di Isernia e Trieste. Al Nord si registra una perdita di consensi soprattutto in Piemonte (-5%) e nella Lombardia Occidentale con Milano e Varese che fanno registrare un calo del 4% dei voti per il PCI. In generale comunque la distribuzione elettorale dei comunisti non cambia notevolmente: le «Regioni Rosse» restano il cuore del PCI come il Nord-Ovest si conferma la seconda area d'influenza. La Provincia di Cagliari, con l'indebolimento della DC, sembra essere l'unica delle zone dell'exploit comunista del 1976 ad aver mantenuto il predominio comunista. Si confermano ostili al PCI il Triveneto, l'Alta Lombardia, la Campania e il Nord della Sicilia.
Il Partito Socialista Italiano cresce nel Nord-Ovest e nel Sud Italia mentre cala nel Nord Est. In particolare cresce notevolmente in Provincia di Messina (+3%), in Calabria e in Provincia di Alessandria (+1%). Al contrario arretra in Provincia di Belluno (-3%) e in Friuli-Venezia Giulia (-4%) che passa da zona forte del PSI a zona debole insieme al Centro Italia con l'esclusione dell'Umbria. Il risultato di questa tornata elettorale è il riequilibrio nella distribuzione territoriale del voto. Il PSI, infatti, risulta l'unico partito equamente distribuito sul territorio nazionale restando poco più debole della media solo in alcune regioni.
Il Movimento Sociale Italiano, dopo aver subito la scissione della Democrazia Nazionale, arretra su tutto il territorio, con un calo meno marcato nel Nord Italia che si conferma però molto lontana dal MSI. Nel Centro-Sud, invece, i missini perdono circa l'1% dei voti ma restano comunque forti, specialmente nel Lazio, e in Campania dove però perdono quasi il 2% dei consensi, Puglia e nelle province di Catania e Reggio Calabria pur perdendo il 3% dei voti. Altri cali marcati si registrano nelle province di Messina (-5%), Trapani (-4%) che abbassano il dato della Sicilia del 3%, e Trieste in cui il MSI perde 4 punti percentuali.
Il Partito Socialista Democratico Italiano registra una crescita generale con le uniche eccezioni di Marche e Molise regioni in cui perde l'1% dei voti. Si conferma forte nel Nord-Ovest, in Friuli-Venezia Giulia e nella Provincia di Belluno. A queste zone si aggiunge la Sicilia in cui cresce dell'1% grazie soprattutto all'ottimo risultato della Provincia di Catania (+3%). Un'altra crescita notevole si registra nella Provincia di Cosenza dove avanza del 2%.
Il Partito Radicale ottiene un ottimo risultato più che triplicando i consensi rispetto alle precedenti elezioni. Questo grazie ad una notevole crescita nel Nord-Italia che si conferma la principale zona d'interesse insieme alle grandi città. I radicali aumentano i propri consensi anche nel Centro, seppur in modo più contenuto, e nel Sud dove gli aumenti sono in linea con il trend nazionale. Tuttavia in queste zone i risultati del PR si mantengono al di sotto della media scendendo spesso sotto il 2%.
Il Partito Repubblicano Italiano è sostanzialmente stabile. Le uniche variazioni degne di nota riguardano la Sicilia in cui cresce dell'1%, il Molise e il Friuli-Venezia Giulia dove invece perde l'1% dei voti. La Sicilia entra quindi di diritto tra le zone forti del PRI affiancandosi al Nord-Ovest, alla Romagna e alla costa toscana.
Il Partito Liberale Italiano cresce quasi esclusivamente nel Nord Italia, in particolare in Piemonte (+1,5%), mentre nel resto del paese risulta stabile o in lievissima crescita. Si conferma forte nel Nord e in alcune province del Sud come Benevento e Messina mentre nel resto del Sud è piuttosto debole.
Il Partito di Unità Proletaria risulta molto radicato in Lombardia, Marche, Molise, Basilicata e Calabria mentre si mostra piuttosto debole in Liguria e nel Centro.
Grazie alla discesa del PCI, il distacco tra DC e comunisti si amplia, arrivando a circa 8 punti percentuali. Ciò si traduce in una notevole avanzata dei democristiani che riconquistano diverse province perse tre anni prima, Novara, Viterbo, Roma, Teramo, Pescara e Napoli, seppur con vantaggi piuttosto ridotti. Inoltre la DC riesce a ridurre lo svantaggio a pochi punti percentuali in molte delle province contese lasciando al PCI ampi margini di vittoria solo nelle «zone rosse» dove talvolta riesce a incrementare il proprio vantaggio. È inoltre evidente un netto rafforzamento della DC nel Centro-Sud, dove raramente scende sotto un distacco a doppia cifra, e specialmente in Sicilia dove aumenta il proprio vantaggio sui comunisti di 8 punti percentuali. Si mantiene invece stabile, se non in lieve calo, il predominio democristiano nel Triveneto e in Alta Lombardia ormai eguagliato da Campania e Molise con vantaggi nell'ordine del 30%.

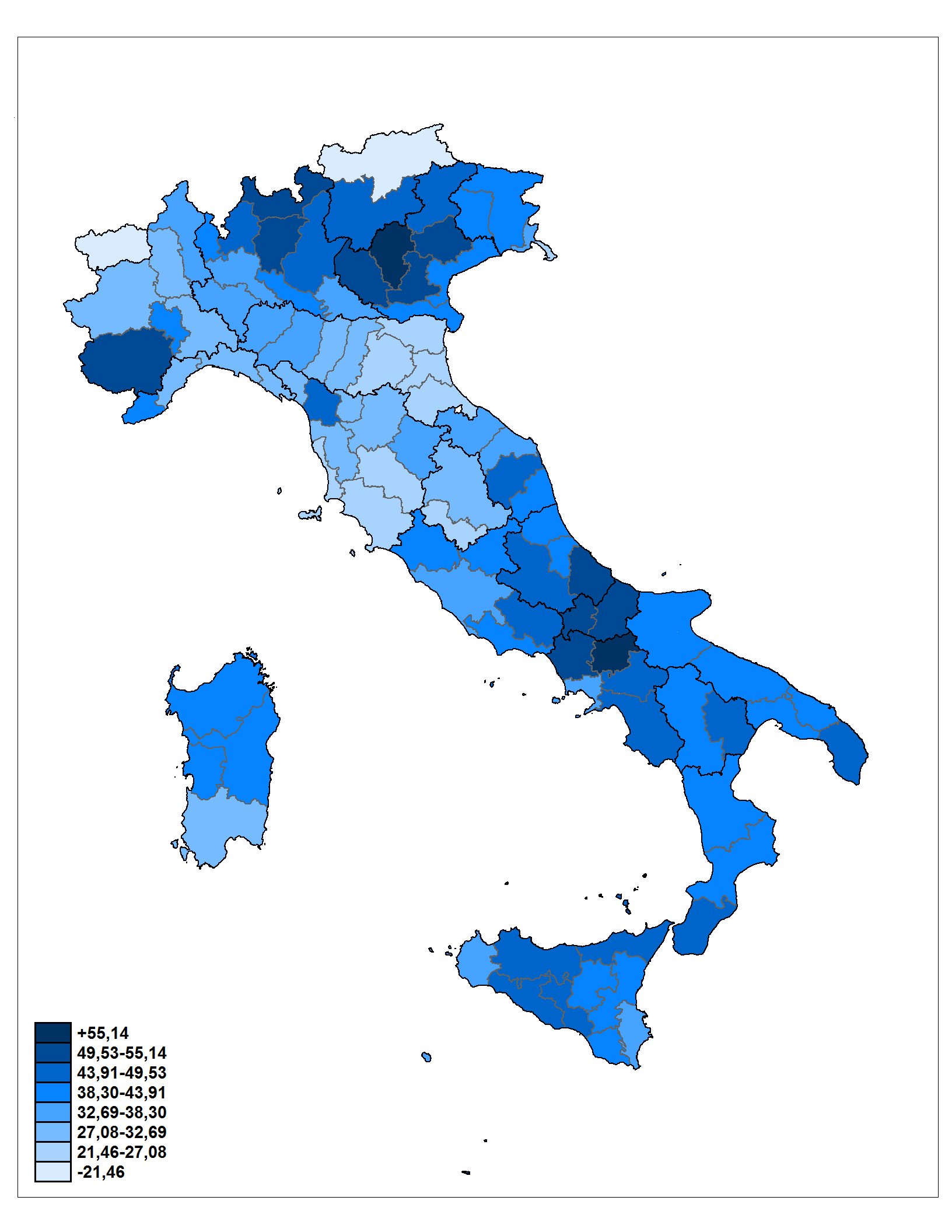
Democrazia Cristiana.
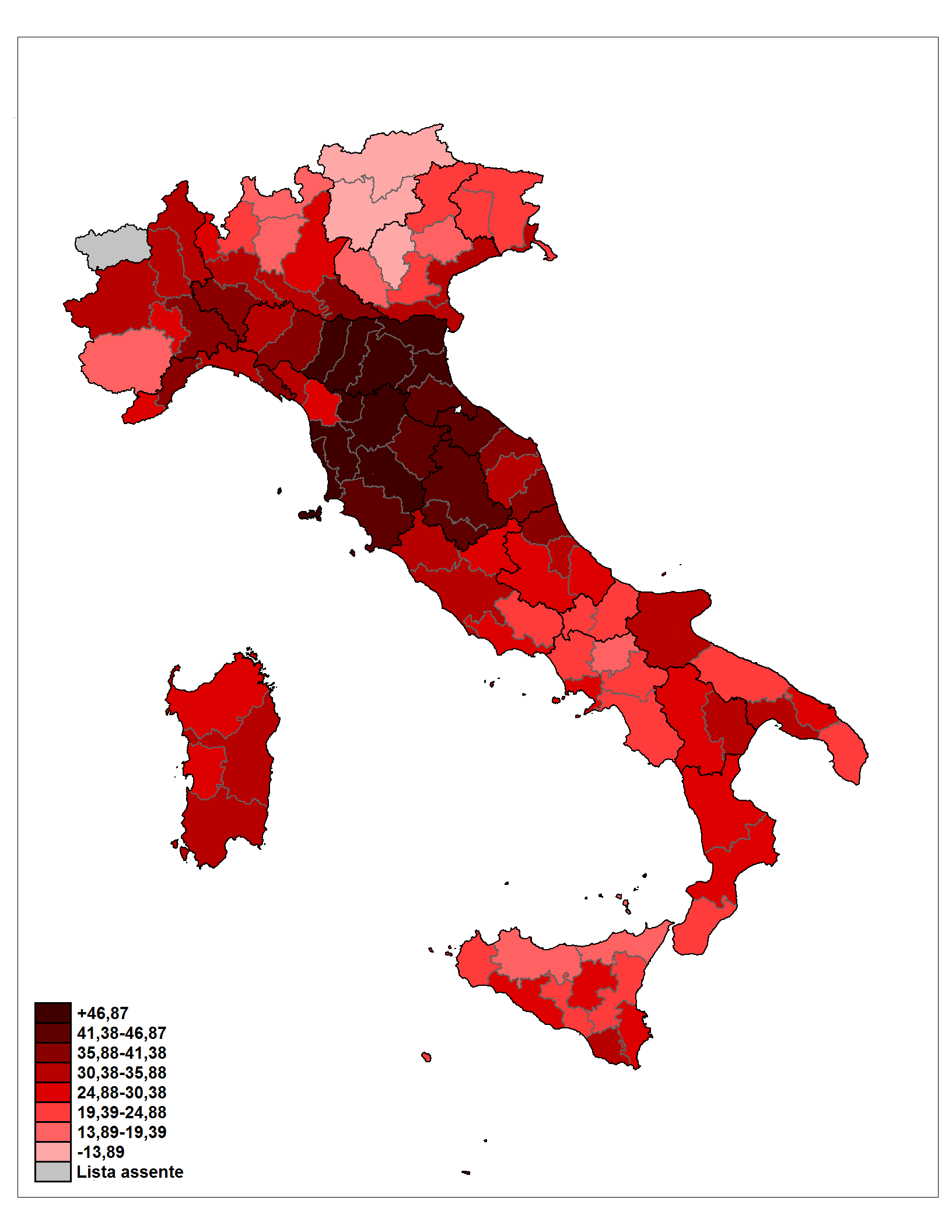
Partito Comunista Italiano.
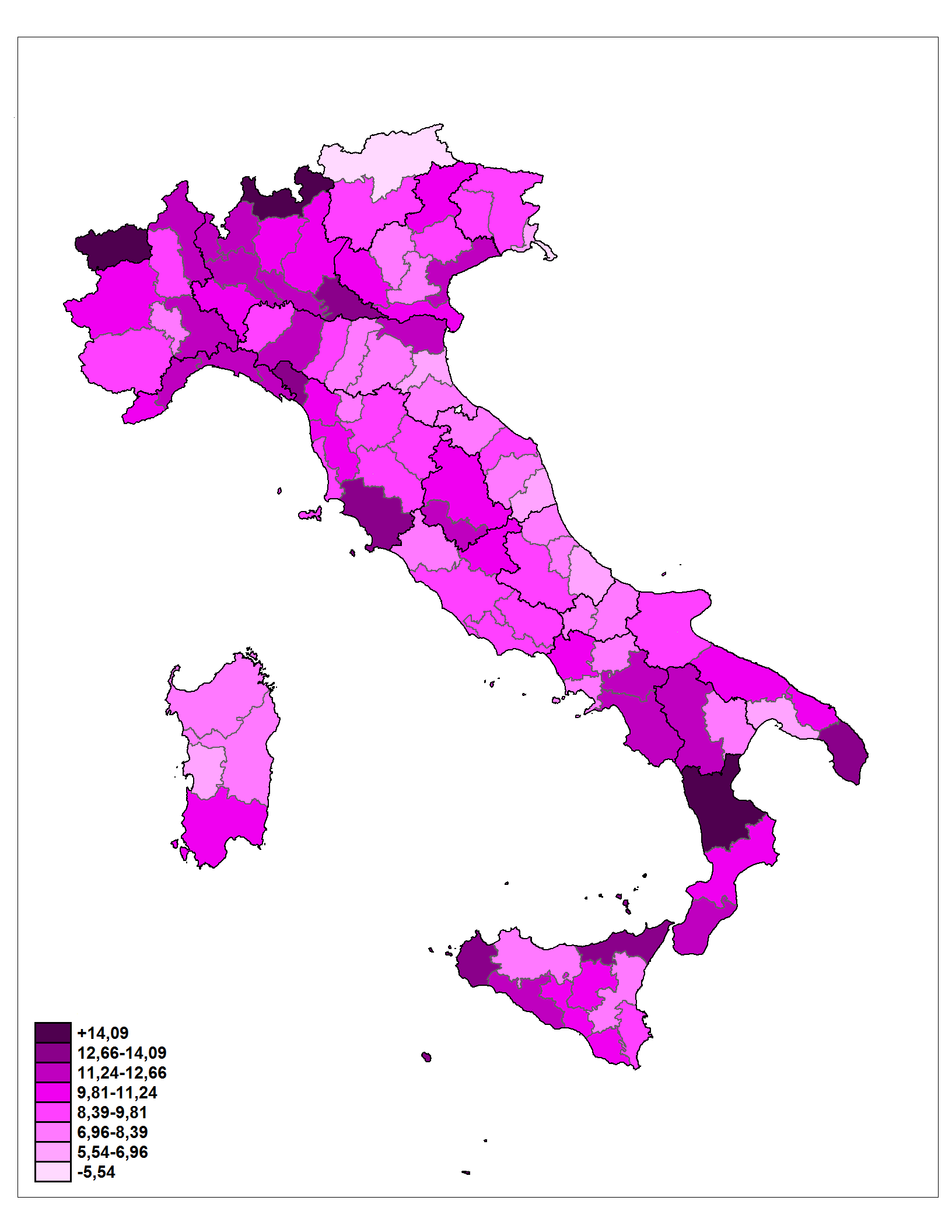
Partito Socialista Italiano.
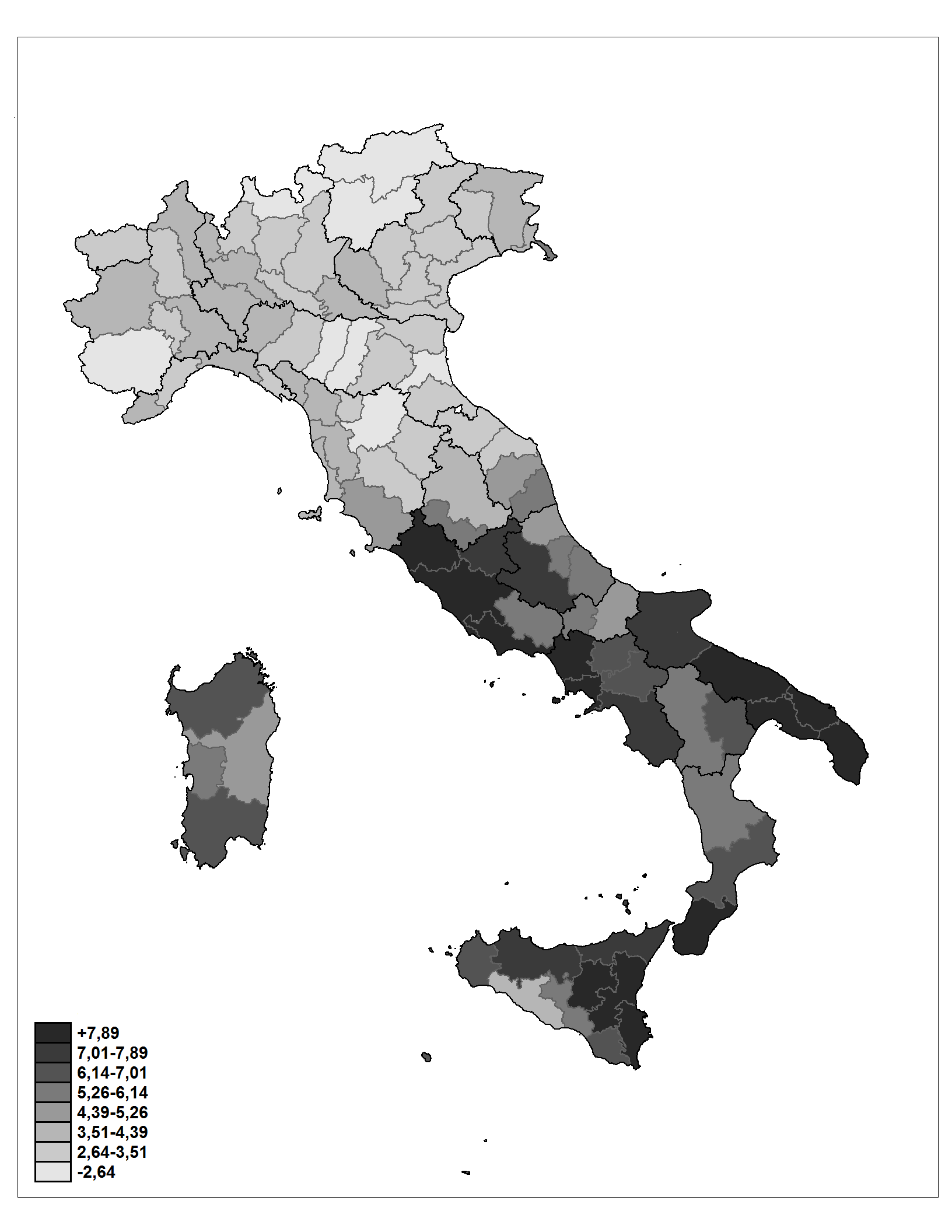
Movimento Sociale Italiano.
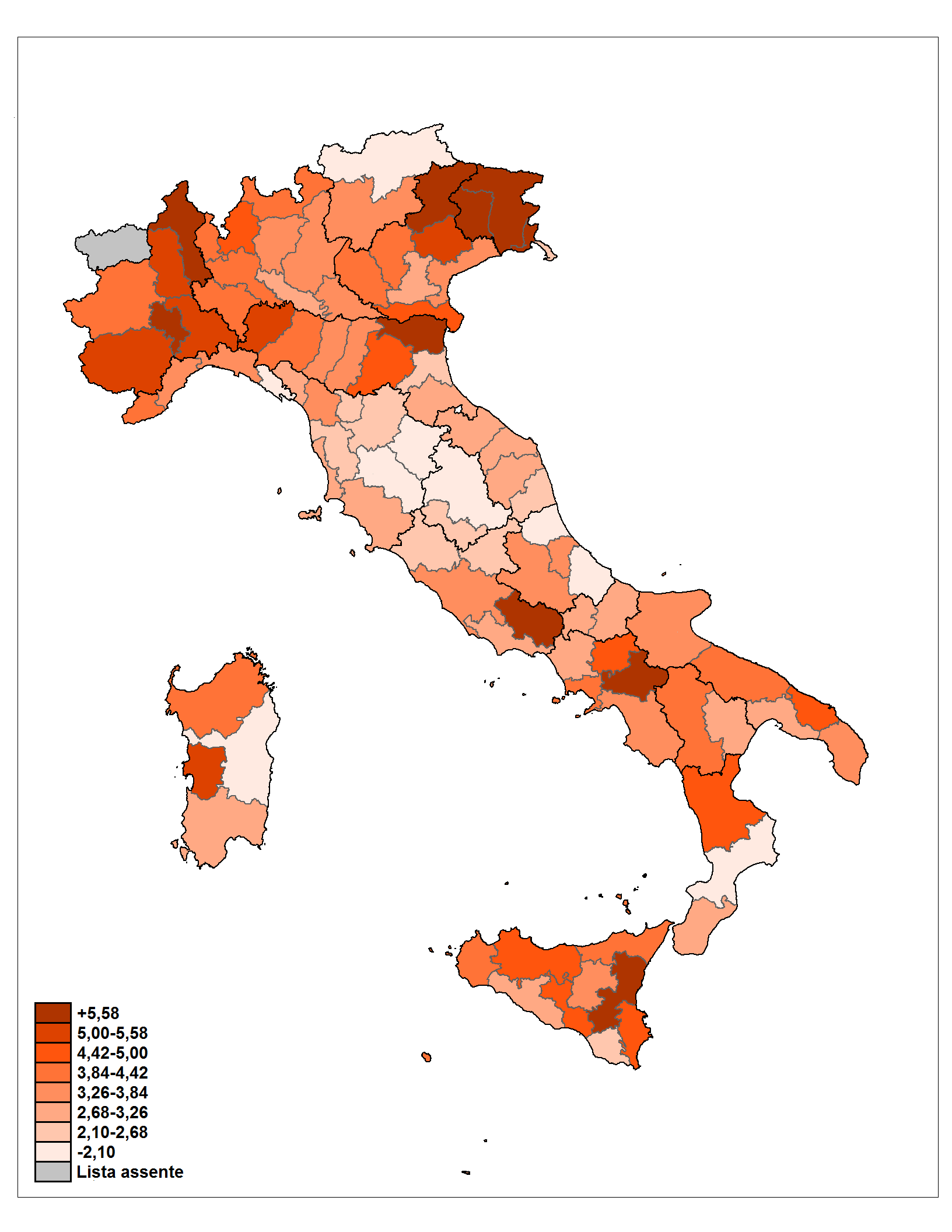
Partito Socialista Democratico Italiano.
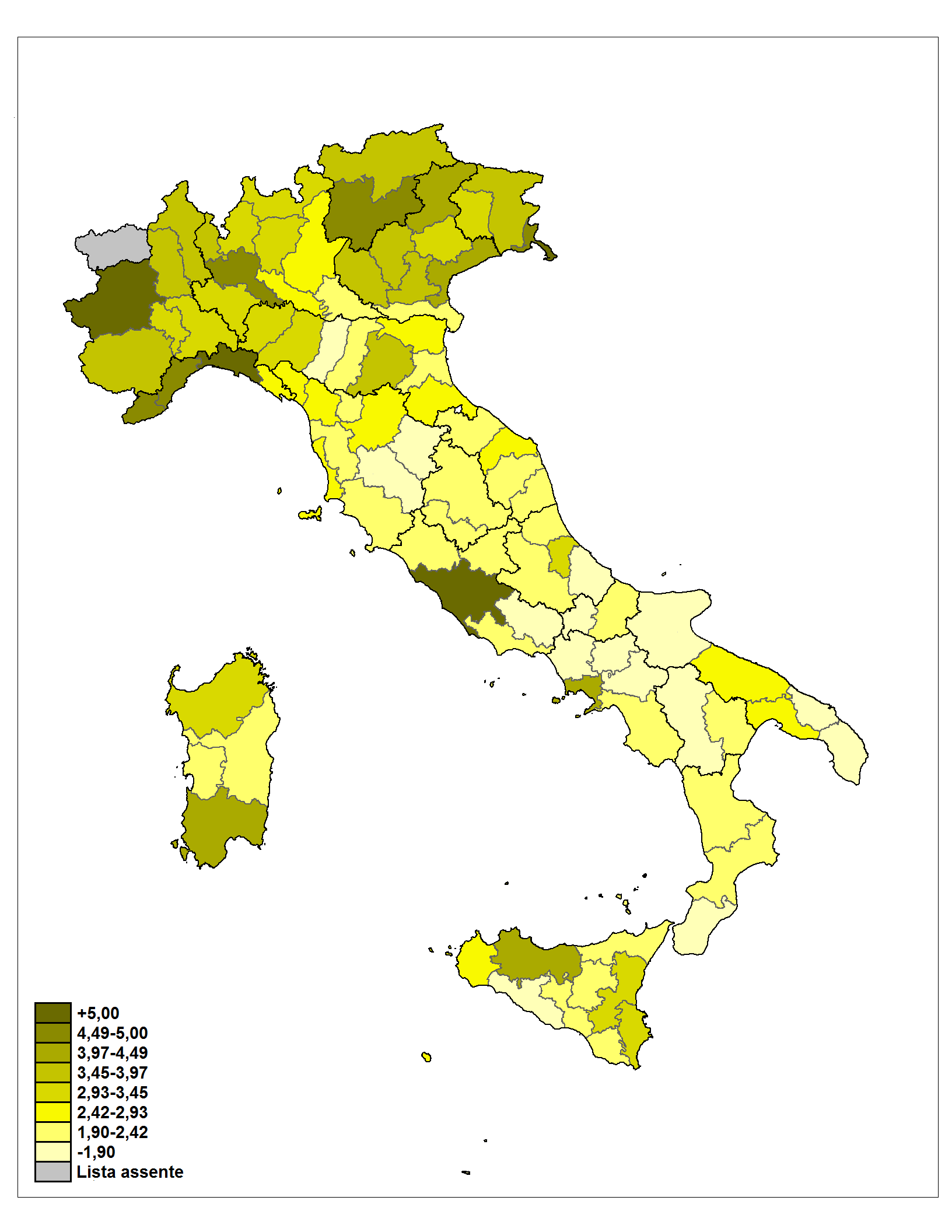
Partito Radicale.
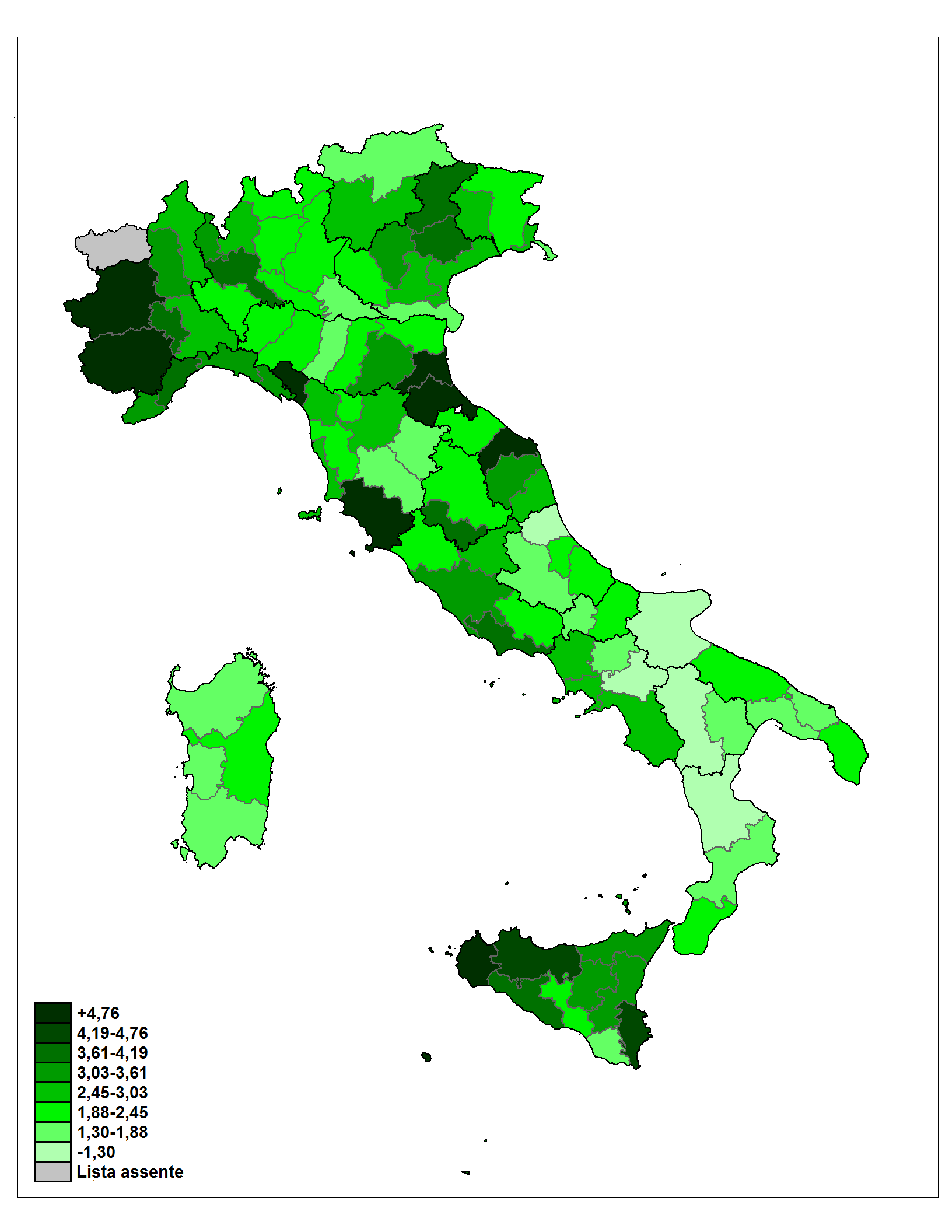
Partito Repubblicano Italiano.
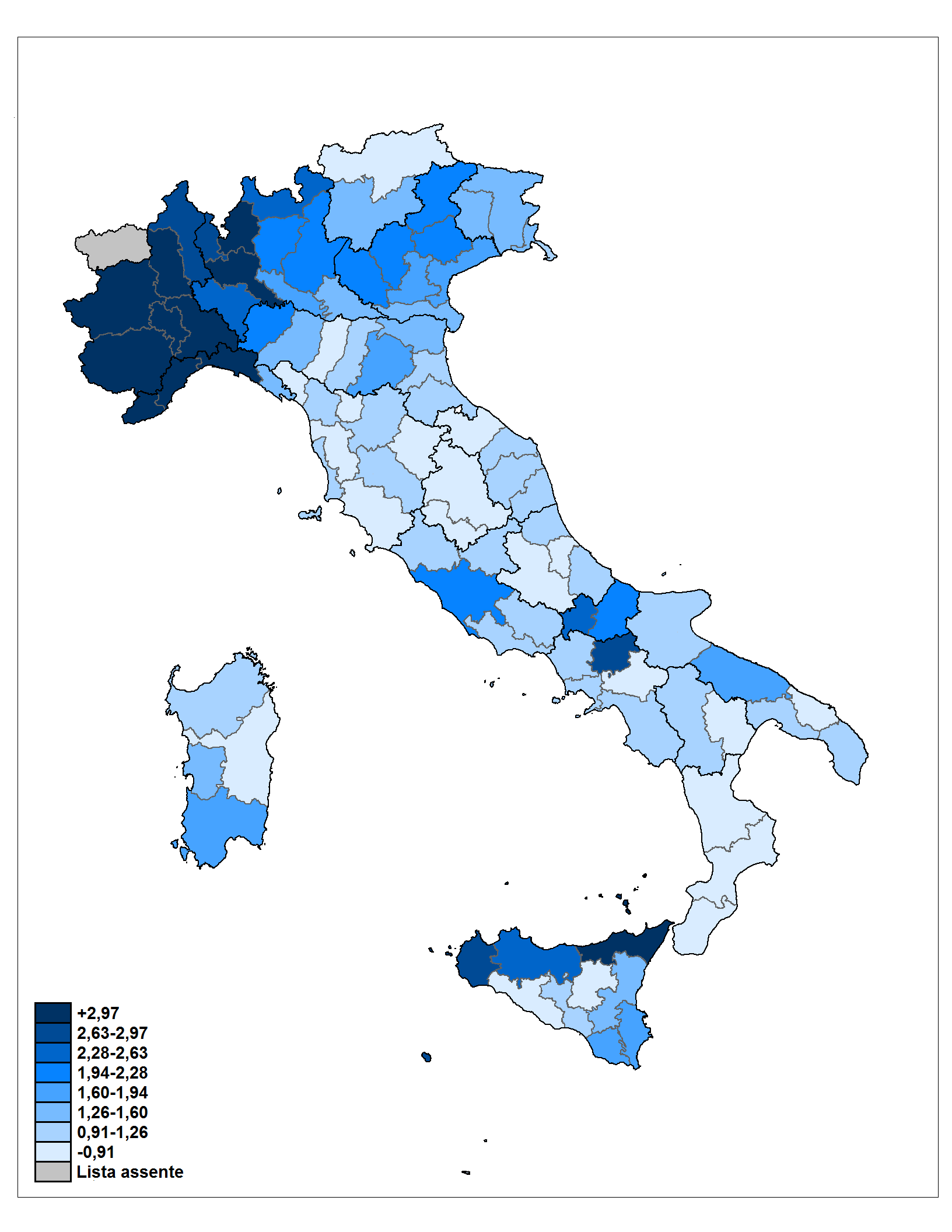
Partito Liberale Italiano.
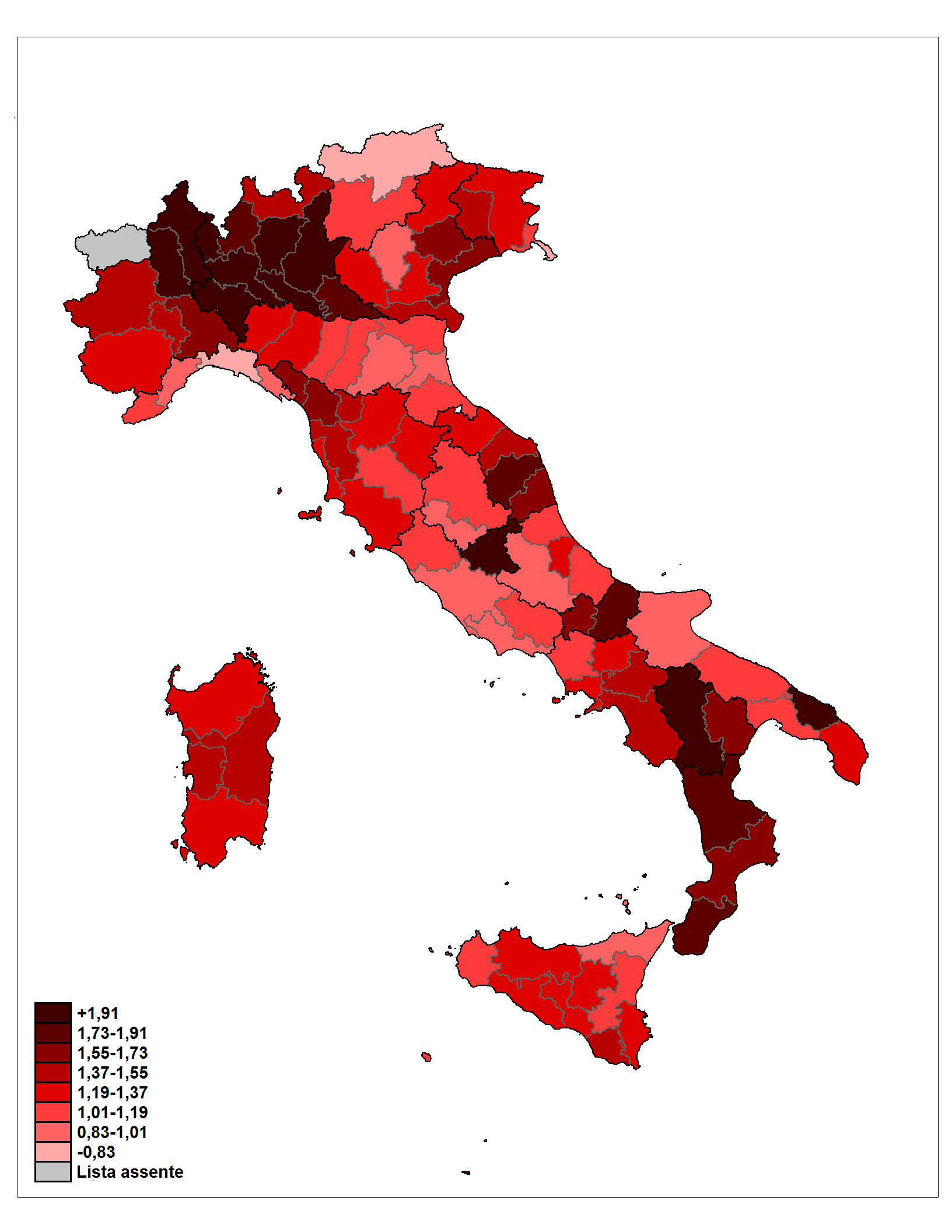
Partito di Unità Proletaria.
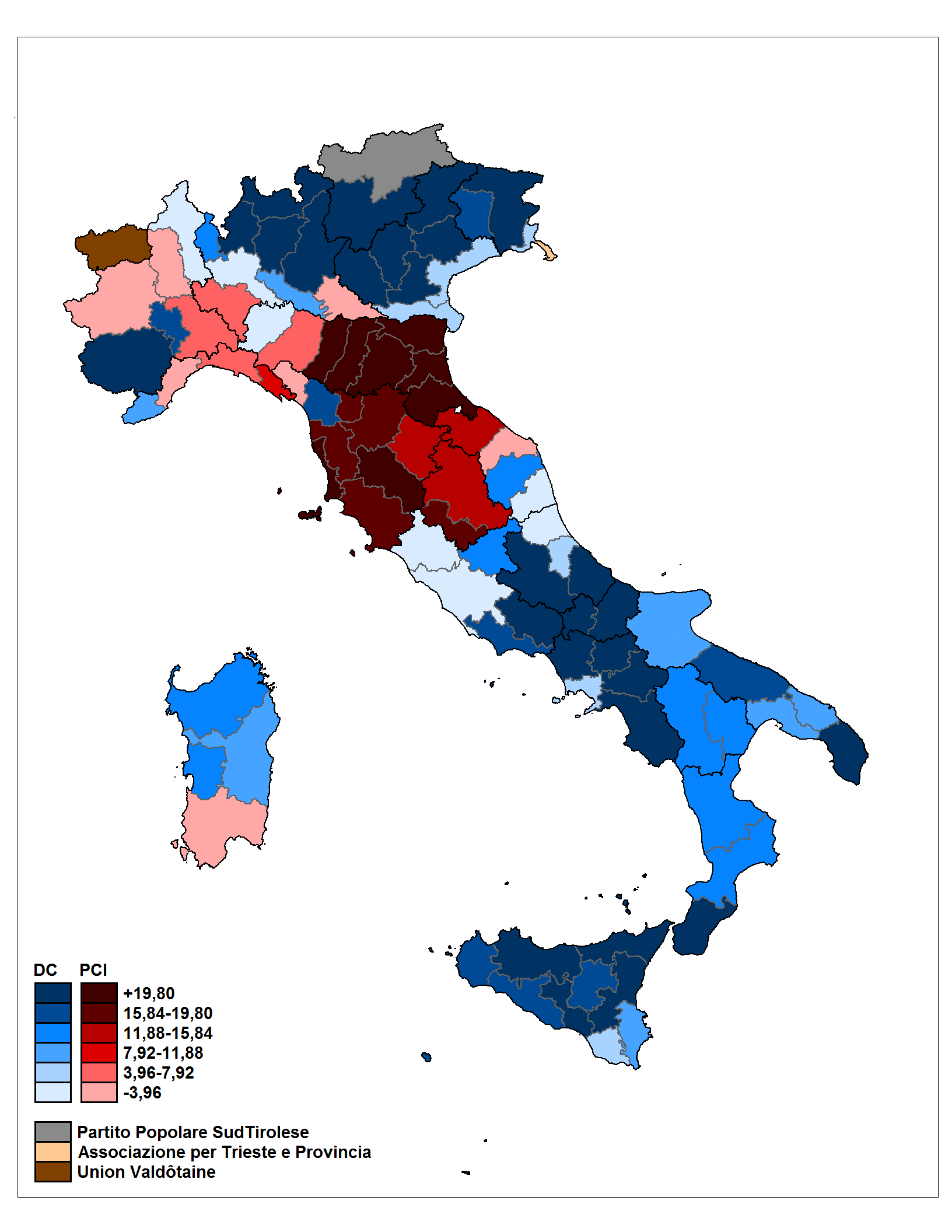
Distacco tra primo e secondo partito.

## Conseguenze del voto
L'esito del voto non premiò la DC e il PSI, punì il PCI (convertito all'antiterrorismo), mentre i partiti laici (PLI-PRI-PSDI) riportarono una buona affermazione. I veri trionfatori furono i radicali, che con il 3,45% alla Camera passarono da 4 a 18 seggi, ed elessero 2 senatori.
Le elezioni negarono al centro (DC-PSDI-PRI-PLI) la maggioranza assoluta dei voti mentre il brusco calo dei comunisti ne ridimensionò le prospettive e fece tramontare definitivamente il compromesso storico. L'unica via percorribile per la DC era tornare all'alleanza con il PSI di Bettino Craxi. Si ritornò quindi alla formula del centrosinistra guidata dal democristiano Francesco Cossiga, che formò due esecutivi: il Cossiga I era formato dall'alleanza DC-PSDI-PLI, con l'appoggio esterno di socialisti e repubblicani, mentre il Cossiga II era composto da DC, PSI e PRI. Nell'ottobre 1980 Cossiga si dimise dopo che il Parlamento aveva bocciato un decreto economico con voto segreto (298 voti contrari e 297 favorevoli) e fu sostituito da Arnaldo Forlani. Il terremoto dell'Irpinia (con l'inadeguatezza delle misure adottate e lo spreco di denaro pubblico per la ricostruzione), le continue bocciature parlamentari di provvedimenti finanziari e sociali, la scoperta della P2 e la vittoria schiacciante del «no» al referendum sull'aborto comportarono una nuova crisi politica che si risolse con la nascita del pentapartito, ovvero la coalizione DC-PSI-PSDI-PRI-PLI che aveva come valore costitutivo il riconoscimento di pari dignità tra la DC e gli altri partiti, anche per quel che riguardava la guida del Governo.
Dopo i nomi di Leo Valiani e Bruno Visentini, la formazione del primo governo di questa nuova fase politica fu affidata al leader repubblicano Giovanni Spadolini, che sottrasse la presidenza del Consiglio alla DC dopo 36 anni. In un anno Spadolini formò due esecutivi, prima che l'incarico tornasse a un democristiano, Amintore Fanfani, che formò il suo quinto governo, per poi tornare a elezioni anticipate dopo che il PSI non era più disposto a sostenere l'esecutivo.